# Domenico Failutti
Domenico Failutti (Zugliano, Pozzuolo del Friuli, 1872 — Údine, 1923) foi um pintor italiano, de formação acadêmica clássica, que se destacou pelos seus retratos. Realizou trabalhos em diversos países da Europa e da América, dentre eles Itália, Hungria, Brasil, Uruguai e Estados Unidos.
Pouco se tem conhecimento sobre a biografia deste pintor, que possui suas obras de maior destaque produzidas em território brasileiro. Grande parte de seu trabalho faz parte do acervo do Museu Paulista (conhecido como Museu do Ipiranga).

## Biografia
Domenico Failutti nasceu em Zugliano, uma vila de Pozzuolo del Friuli, em 1872. Ele foi um aluno da Escola de Design da Sociedade dos Trabalhadores de Udine. Mais tarde, frequentou a Academia de Belas Artes de Veneza onde teve como professores Antonio Dalzotto e Ettore Tito, com quem teve seu primeiro contato com o estilo clássico e elaborou a sua maneira de pintar. Graças à influência de Ettore Tito, Failutti sempre teve uma forte preferência pelo retrato quase fotográfico. Em Florença estudou escultura, arte decorativa e plástico. Nos primeiros anos, ele se dedicou ao ensino e pintura sagrada, ao lado do retrato que ele destacou. Em 1902 ele decorou a igreja de Buttrio. Ele era um pintor itinerante. Ainda na Europa, ele chegou a morar em Viena, em Budapeste, em Belgrado e era pintor da corte da família real de Montenegro em Cetinje.
Fora do continente europeu, Domenico Failutti possui passagens por Estados Unidos, Argentina, Uruguai, Venezuela e Brasil. Nestes países, o artista trabalhava retratando senhores e damas da alta sociedade local.

### Período no Brasil
Domenico Failutti esteve no Brasil durante os anos 1917 e 1922. Durante este período, o pintor realizou diversos trabalhos para a elite local. Neste processo, o artista conheceu Afonso d'Escragnolle Taunay , diretor do Museu do Ipiranga entre 1917 e 1945. Taunay realizava na época uma série de encomendas de obras que seriam adicionadas ao acervo do museu. Em 1920, o diretor encomendou obras para complementar uma série sobre a cidade de São Paulo. Dentre os artistas escolhidos para o trabalho estava Domenico Failutti.
O italiano foi envolvido num projeto em parceria com o artista Oscar Pereira da Silva. Os dois ficaram responsáveis pela pintura de retratos medalhões de 23 retratos de políticos que tiveram um papel relevante no processo de Independência do Brasil. A dupla se comprometeu a entregar as obras já emolduradas até fins de março de 1922.
Assim, depois de já terem recebido a encomenda para a pintura dos retratos que ficariam expostos na sanca do museu, Oscar Pereira da Silva e Domenico Failutti apresentaram uma proposta para Taunay que incluía vários painéis para o salão nobre, que também estava sendo reestruturado pelo diretor naquele momento. Devido a questões de preço e controle sobre a execução dos trabalhos dos pintores, Taunay terminou por desistir parcialmente de seu projeto inicial e entregou o projeto de decoração do salão nobre também a Domenico Failutti e Oscar Pereira da Silva. 
Dentre as obras que foram realizadas neste projeto estão Retrato de Dona Leopoldina de Habsburgo, que é uma das obras apresentadas no salão principal do Museu na época, e Seus Filhos e Retrato de Maria Quitéria de Jesus Medeiros.

## Obras notórias

### Dona Maria Faria Dente
Um dos retratos elaborados por Domenico Failutti sobre a alta sociedade paulista foi o de Dona Maria Faria Dente, esposa do advogado João Dente. A obra recebeu grande destaque na edição 127 da revista A Cigarra, que foi publicada em São Paulo entre 1914 e 1975 era direcionada para demonstrar o cotidiano paulistano ao público feminino. Na publicação, a iconografia é classificada como um retrato de expressão e seus pontos altos destacados são os recursos técnicos utilizados e os estudos expressivos realizados pelo artista.

### Retrato de Dona Leopoldina de Habsburgo

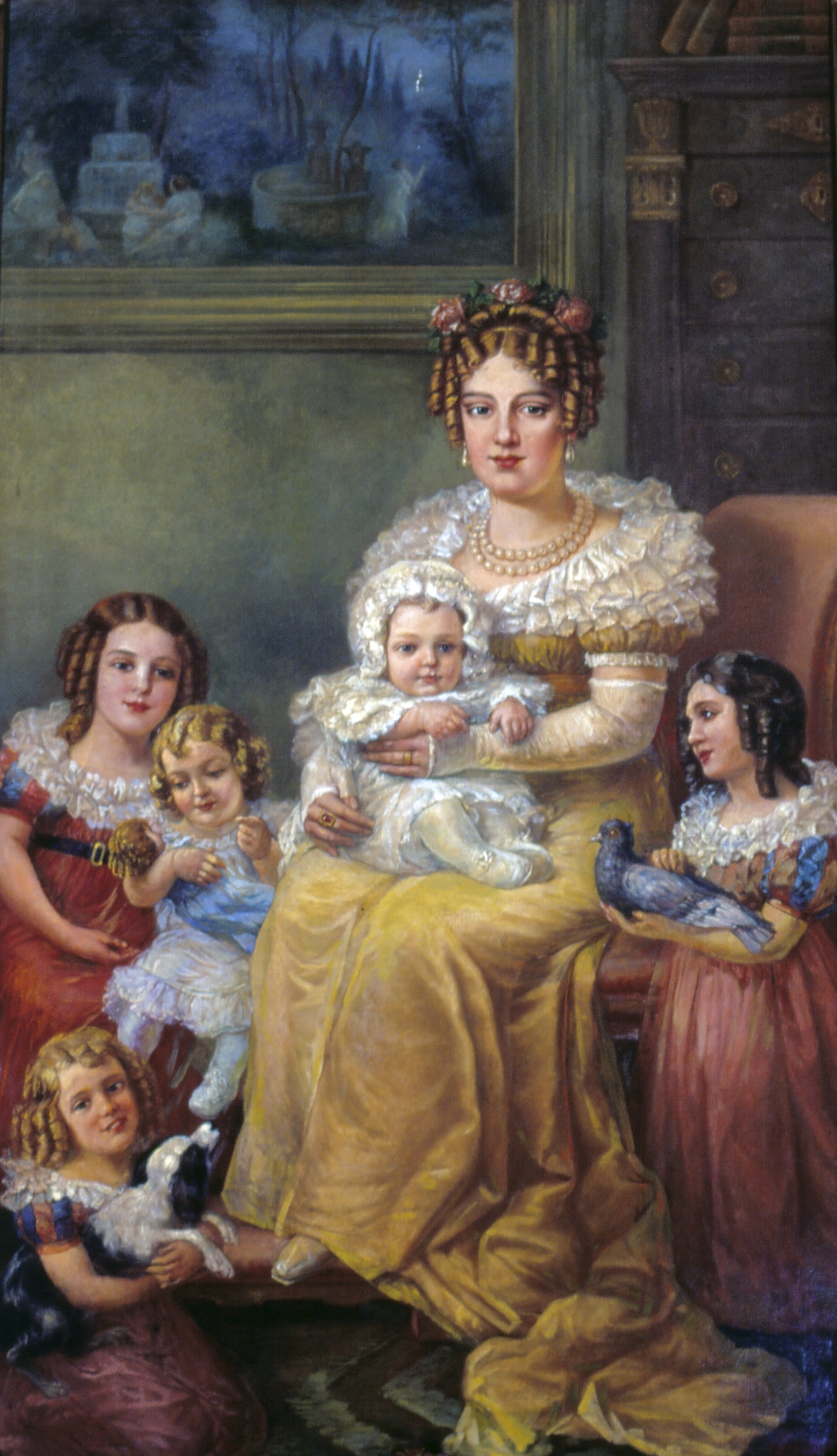
Quadro de Domenico Failutti de 1921

Em seu projeto, Afonso D'escragnolle Taunay considerava importante uma valorização da participação feminina no decorrer da história brasileira. Sendo assim, o diretor decidiu homenagear duas importantes mulheres no processo histórico do Brasil: Dona Maria Leopoldina de Áustria e Maria Quitéria de Jesus Medeiros. Para Taunay, era importante destacar a atuação de D. Leopoldina no processo de emancipação política, na consolidação da monarquia e na sua continuidade, com o futuro D. Pedro II e a continuidade também em outro continente, com D.Maria da Glória, a D. Maria II de Portugal. Quanto a Maria Quitéria, Taunay recuperava a narrativa de Maria Grahan e mostrou a atuação das tropas brasileiras na Bahia, expulsando os portugueses.
Para o quadro de Dona Maria Leopoldina, Taunay iniciou as negociações com o pintor Rodolfo Amoedo. No entanto, as tratativas com o pintor baiano e o diretor acabaram fracassando. Em uma carta, Amoedo mostra sua insatisfação com a indicação de uma obra de Debret como base para o projeto que iria ser elaborado. "O fato de existir uma estampa de Debret representando a personagem em corpo inteiro, em nada suaviza o meu trabalho, pois fatalmente eu teria de consultá-la como um documento mero, sem contudo fazer dela uma cópia servil, o que repugnaria ao meu temperamento e à minha consciência de artista".  Após as negociações frustradas com Amoedo, Domenico Failutti se mostrou interessado na obra e aceitou realizá-la por um valor mais baixo.
Após a confirmação de Failutti como detentor do projeto, o mesmo precisou ser aprovado pela Secretaria do Interior. Para que a obra fosse verossímil, Taunay buscou contato com os descendentes da família imperial brasileira., para conseguir artifícios iconográficos para a elaboração da tela.
Diferentemente de outras representações já consagradas de Dona Leopoldina, Domenico Failutti faz uma representação realçando o seu papel materno e doméstico, representando-a ao lado de seus cinco filhos. No entanto, esta sua forma de representação não necessariamente atingiu o seu objetivo da fidelidade a realidade Isto porque as vestimentas utilizadas por Leopoldina na obra não condiz com a simplicidade e sobriedade apresentadas pela imperatriz enquanto viva.

### Maria Quitéria

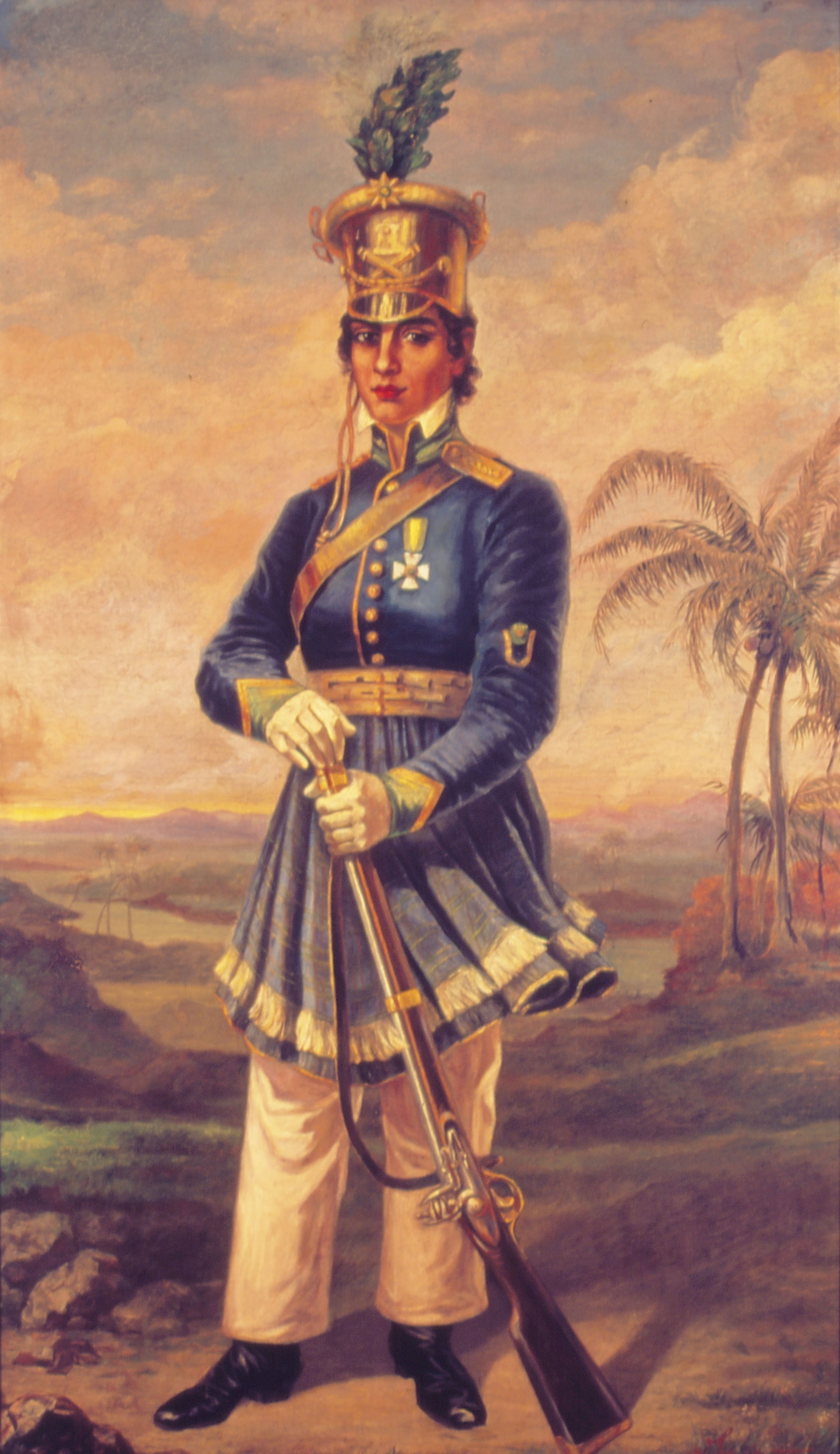
Quadro de Domenico Failutti de 1920

Outra personagem feminina que recebeu destaque por Taunay foi Maria Quitéria. Primeira mulher a ser reconhecida por assentar praça numa unidade militar das Forças Armadas Brasileiras e a primeira mulher a entrar em combate pelo Brasil, em 1823, Maria Quitéria tem sua principal iconografia conhecida na obra de Domenico Failutti, finalizada em 1920. A obra hoje integra o acervo do Museu Paulista após ter sido entregue de presente pela Câmara Municipal do município de Cachoeira.
O quadro é um retrato póstumo de corpo inteiro de Maria Quitéria. Para a sua realização de maneira mais fiel possível, o pintor italiano utilizou como base de ilustrações da personagem que foram produzidas por Augustus Earle e foram publicadas no livro "Diário de uma Viagem ao Brasil", lançado em 1824 por Maria Graham, e nas gravuras de Edward Finden. No entanto, Domenico Failutti realizou uma importante mudança em sua obra em relação a anterior. Ele alterou o armamento que a moça posa na figura. Isto porque o baker rifle utilizado na obra de Earle não condiz com o que era utilizado pelo exército brasileiro na época de Mária Quitéria. Por isso, Failutti retratou a heroína com uma espingarda em suas mãos.

## Exposições
Duas das principais obras de Domenico Failutti (O retrato de Dona Leopoldina de Habsburgo e Maria Quitéria) estiveram presentes na exposição do Memorial da Inclusão, entre agosto e setembro de 2017. Em forma de réplicas, os quadros foram reproduzidos em alto-relevo juntamente com descrições em braile para as pessoas com baixa visão.